# Ernst Ritter (Mediziner)
Ernst Ritter (* 26. Juni 1888 in Krakau; † 4. August 1981) war ein österreichischer Arzt und Politiker der Sozialdemokratischen Partei.

## Leben
Ritters Vater Emanuel Ritter, jüdischer Abstammung, war Militärarzt in Krakau. Anschließend nahm sein Vater eine Arztstelle in Hollabrunn an. Ritter studierte Medizin an der Universität Wien und promovierte 1913. Bis Kriegsende war er Militärarzt und übernahm dann die Praxis seines Vaters in Hollabrunn. Er wurde in den Gemeinderat gewählt und war 1929 bis 1934 Fraktionsführer der Sozialdemokratischen Partei Hollabrunn. Nach dem Anschluss emigrierte er 1939 zusammen mit seiner Frau Gladys via Dänemark nach Indien und weiter nach Shanghai, wo er ebenso als Arzt tätig war. Über seinen Bruder erhielt er im September 1940 ein Visum nach Venezuela, war dort zunächst Arzt in Libertad und Orinocco, bevor er 1945 bis 1958 Leiter einer Abteilung für Schistosomiasis wurde. 1958 kehrte er wieder nach Hollabrunn zurück. Die Zeit zwischen 1938 und 1958 hat er in Memoiren festgehalten.
Ritter ist zudem Verfasser eines heimatgeschichtlichen Rückblickes auf Hollabrunn. 
Ehrungen
- Ritter des Franz-Joseph-Ordens
- Goldenes Verdienstkreuzes mit der Krone
- Nach ihm wurde eine Straße in Hollabrunn benannt.[2]

## Werke
- Ernst Ritter: So habe ich es erlebt, 1958 Permalink
- Ernst Ritter: So war’s einmal in Hollabrunn, in: Blickpunkt Hollabrunn, Nr. 1/1981 bis 4/1982, zusammengefasst als Sondernummer 1982, Hollabrunn 1982